# 天主教阿魯阿教區
天主教阿魯阿教區（拉丁語：Dioecesis Aruaënsis）是烏干達一個羅馬天主教教區，屬古盧總教區。
教區成立於1958年6月23日，包括北部區六區。2012年有教友928,000人（佔轄區總人口46.3%）、卅六個堂區、120司鐸。現任教區主教為薩比諾·奧坎·奧多基。